# Kempland

Das Kempland ist ein Gebiet auf dem östlichen antarktischen Kontinent. Es befindet sich etwa zwischen 55° und 60° östlicher Länge, wobei es westlich an das Enderbyland und östlich an das Mac-Robertson-Land angrenzt. Vor der Küste liegt die Kooperationssee. Benannt wurde es nach dem britischen Robbenfänger Peter Kemp, der die Küste der Region (Kempküste) am 26. Dezember 1833 als erster sichtete.
Im Winter 1935/36 wurde die Küste im Rahmen des Discovery-Investigations-Forschungsprogramms von der RRS William Scoresby kartografiert. Die ersten Luftaufnahmen der Region wurden 1947 während der Operation Highjump erstellt. Von 1959 bis 1960 sowie von 1961 bis 1962 wurde die Topologie und Geologie des Kemplands von australischen Expeditionen der ANARE erfasst. Eine weitere Expedition ins Gebiet wurde im Winter 1964/65 von der Mawson-Station aus durchgeführt.
Im Kempland wird keine Forschungsstation betrieben.